# MRI 조영제
MRI 조영제(MRI contrast agent)는 자기공명영상(MRI)에서 신체 내부 구조의 가시성을 향상시키는 데 사용되는 조영제이다. 대비 향상을 위해 가장 일반적으로 사용되는 화합물은 가돌리늄 기반 조영제(gadolinium-based contrast agent, GBCA)이다. 이러한 MRI 조영제는 경구 또는 정맥 투여 후 신체 조직 내 핵의 이완 시간을 단축시킨다.

## 같이 보기
- 기능자기공명영상법